# Lijst van spelers van Audax Club Sportivo Italiano
Deze lijst omvat voetballers die bij de Chileense voetbalclub Audax Club Sportivo Italiano spelen of gespeeld hebben. De namen zijn alfabetisch gerangschikt.

## A
- Juan Acuña
- Raúl Aguila
- Juan Aguilera
- Juan Alcántara
- Ernesto Álvarez
- Miguel Anabalón
- Andrés Aranda
- Enrique Araneda
- Jorge Aravena
- Fernando Astengo
- Vicente Astorga
- Moisés Ávila
- Isaías Azzerman

## B
- Cristián Basaure
- Fabián Benítez
- Hugo Berly
- Hernán Bolaños
- Claudio Borghi
- Hugo Brizuela
- Marcelo Broli

## C
- Salvador Cabañas
- Enzo Cabrera
- Luis Cabrera
- Roberto Cabrera
- Mario Cáceres
- Matías Campos
- Cristián Canío
- Cristian Canuhé
- Alejandro Carrasco
- Bryan Carrasco
- Isaac Carrasco
- Jorge Carrasco
- Oscar Carrasco
- Rodrigo Carvajal
- Sandrino Castec
- Roberto Cereceda
- Nestor Contreras
- Juan Cornejo
- Ascanio Cortés
- Ramiro Cortés
- Nelson Cossio
- Nicolás Crovetto

## D
- Angelo Delgado
- César Díaz
- Héctor Díaz
- Italo Díaz
- José Díaz
- Lucas Domínguez
- Sebastián Domínguez

## E
- Sergio Espinoza

## F
- Rogelio Farias
- Francisco Fernández
- Giovanni Fornerón
- Eduardo Fournier

## G
- Miguel Ángel Gamboa
- Carlos Garrido
- Rubén Gigena
- Carlos Giudice
- Juan González
- Guillermo Gornall
- Fernando Gutiérrez
- Patricio Gutiérrez

## H
- Johnny Herrera
- Juan Herrera
- Wladimir Herrera
- Héctor Hoffens
- Claudio Husaín

## I
- Manuel Ibarra

## J
- Cristían Jélvez

## L
- Braulio Leal
- Jorge Lema
- Juan Carlos Letelier
- Eduardo Lobos
- Daniel López
- Víctor Loyola

## M
- Omar Mallea
- Luis Marín
- Christian Martínez
- Marco Medel
- Leonardo Medina
- Francisco Molina
- Leonardo Monje
- Pablo Monsalvo
- Felipe Mora
- Rodolfo Moya
- Francisco Muñoz
- Raúl Muñoz

## N
- Raul Naif
- Arturo Norambuena

## O
- Christopher Ojeda
- Tomás Ojeda
- Rafael Olarra
- Marco Olea
- Adolfo Olivares
- Mauro Olivi
- Alfredo Olivos
- Fabián Orellana
- Miguel Orellana

## P
- Facundo Pereyra
- Boris Pérez
- Nicolás Peric
- Manuel Piñeiro
- Juan Pino
- Sebastián Pinto
- Octavio Pozo

## Q
- Matías Quiroga

## R
- Jaime Ramírez
- Julio Ramírez
- Carlos Ramos
- Renato Ramos
- Carlos Reinoso
- Pablo Reinoso
- Patricio Retamal
- Carlos Reyes
- Pedro Reyes
- Cristián Reynero
- Ricardinho
- Boris Rieloff
- Carlos Rivas
- Eladio Rivera
- Guillermo Riveros
- Humberto Roa
- Roberval
- Juan Robledo
- Sebastián Rocco
- Andrés Romero
- Miguel Romero
- Domingo Romo
- Carlos Ross
- Benjamín Ruiz
- David Ruíz

## S
- Mauricio Salazar
- Mario Salinas
- Alejandro Sánchez
- Francisco Sánchez
- César Santis
- Franco di Santo
- Diego Scotti
- Franco Segovia
- Sebastián Silva
- Lucas Suárez
- Humberto Suazo

## T
- Carlos Tello
- Oliver Toledo
- Arturo Torres
- Mario Torres
- Héctor Trejos

## V
- Claudio Valdivia
- Leopoldo Vallejos
- Alex Varas
- Carlos Varela
- Juan Carlos Vera
- Luis Vera
- Matías Vidangossy
- Cristián Vilches
- Carlos Villanueva
- Mario Villasanti
- Marco Villaseca

## Y
- Renzo Yáñez
- Adelmo Yori

## Z
- Omar Zalazar
- Richard Zambrano